# David Millien
David Millien (ur. 13 stycznia 1977) – francuski zapaśnik walczący w stylu klasycznym. Zajął piętnaste miejsce na mistrzostwach świata w 1999. Ósmy na mistrzostwach Europy w 1999 i 2000. Siódmy na igrzyskach śródziemnomorskich w 2001 roku.
Triumfator igrzysk wojskowych w 1999. Piąty w Pucharze Świata w drużynie w 2004 roku.
Mistrz Francji w latach: 1999, 2000, 2001, 2004, 2006 i 2008; drugi w 1996, 1997, 2015 i 2017, a trzeci w 1998, 2005, 2009, 2010, 2012, 2014 i 2016 roku.